# Flugzeugbau
Flugzeugbau ist ein Teilgebiet des Maschinenbaus und der Luft- und Raumfahrttechnik. Er umfasst den Entwurf, den Bau und die Erprobung von Luftfahrzeugen, zum Teil auch deren Instandhaltung. Dabei behandelt das Thema Flugzeugbau auch den Bau von Luftschiffen, Hubschraubern usw.

## Industrieller Flugzeugbau
Großflugzeuge werden zum allergrößten Teil in den marktbeherrschenden Luftwerften von Boeing oder Airbus gebaut. Für mittlere und kleine Serienmaschinen für die kommerzielle Nutzung gibt es in Abstufungen weitere Hersteller (Canadair, Bombardier, Iljuschin oder früher BAE Systems sowie die Hersteller von Sport- und Geschäftsmaschinen). Alle diese Luftwerften wie auch ihre Zulieferer bedürfen einer Zulassung als JA bzw. JB Betrieb gemäß internationalen Vorschriften (FAR/JAR).

## Großflugzeuge
Die großen Verkehrsmaschinen bestehen hauptsächlich aus Aluminium sowie zunehmend aus Faserwerkstoffen. Zunächst werden Rumpfsektionen gefertigt, welche später zu Rümpfen komplettiert werden. Nach wie vor ist die Niettechnik die gängigste Verbindungstechnik, wobei der Niet beim Einsetzen eine bestimmte Temperatur besitzen muss. Wurde die Zeit zwischen Entnahme aus dem Klimaschrank und Einbau überschritten, werden diese als Schrott verworfen.
Der fertige Rohbau wird aufgrund der Farbe der Grundierung „grünes Flugzeug“ genannt, wobei durchaus flugfertige grüne Flugzeuge zur Endausrüstung verkauft werden (z. B. rüstet Lufthansa Technik in Hamburg grüne 737 zu Business Jets aus).
Bevor ein Flugzeug in Serie gehen darf und seine Zulassung erhält, sind diverse zerstörende und nichtzerstörende Tests (Probeflüge) erforderlich sowie zahlreiche Berechnungen, Analysen und Simulationen.
Die durchzuführenden Tests werden im ATP (Acceptance Test Procedure) festgelegt und im ATR (Acceptance Test Report) festgehalten.
Jedes Bauteilmuster muss darüber hinaus Qualifikationstests bestehen (häufig zerstörende Prüfung).
Nach Abschluss der Qualifikation gibt es dann die Typenzulassung (Type Approval).

## Einteilung von Fluggeräten
Der Flugzeugbau i.w.S (ugs., eigentlich Fluggerätebau) befasst sich mit dem Aufbau, der Konstruktion und dem Design von Fluggeräten verschiedener Art.

### Auftriebsprinzip
Üblicherweise werden Fluggeräte zunächst nach ihrem Auftriebsprinzip unterteilt. Man unterscheidet dabei zwei grundlegende Kategorien:
- Leichter als Luft: Bei Fluggeräten dieser Kategorie erfolgt der Auftrieb nach dem Archimedischen Prinzip, das Gesamtgewicht ist also leichter als die verdrängte Luftmenge und das Fluggerät fliegt durch statischen Auftrieb. Die Fortbewegung über Grund nennt man Fahren.
- Schwerer als Luft: Das Gesamtgewicht ist schwerer als die verdrängte Luftmenge. Der Auftrieb wird nach dem Bernoullischen Gesetz erzeugt. Fluggeräte dieser Kategorie werden üblicherweise als Flugzeuge i. e. S. bezeichnet.

### Flughöhe
Zur Unterscheidung von Luft- und Raumfahrt dient üblicherweise die maximale Flughöhe über Grund als Einteilungskriterium. Während Raumfahrzeuge sich außerhalb der Atmosphäre bewegen können, werden Fluggeräte, die sich innerhalb der Atmosphäre bewegen, Luftfahrzeuge genannt. Da die Atmosphäre keine scharfe Höhenbegrenzung besitzt, wird im Allgemeinen eine fiktive 100-km-Grenze zugrunde gelegt.

### Konstruktive Einteilungskriterien
Für den Flugzeugbau von besonderer Bedeutung sind konstruktive Einteilungskriterien, wie z. B.:
- Antrieb:
  - ohne Kraftantrieb: Fluggeräte dieser Kategorie verfügen über keinen eigenen Antrieb (z. B. Fesselballon, Segelflugzeug)
  - mit Kraftantrieb: Fluggeräte dieser Kategorie verfügen über einen eigenen Antrieb (Heißluft, Propeller, Jet)
  - Hybride: können mit und ohne Kraftantrieb bewegt werden (z. B. Motorsegler)

- Antriebstechnik:
  - Strahlflugzeuge: ugs. auch als Jets bezeichnet. Der Vortrieb wird nach dem Prinzip des Strahlenantriebs erzeugt
  - Kolbentriebwerksflugzeuge: werden mittels Propellerantrieb durch einen Kolbenmotor angetrieben
  - Turboprops: besitzen einen oder mehrere Propeller, die durch einen Turbinenantrieb angetrieben werden

- Flügeltyp:
  - Drehflügler: sind motorgetriebene Luftfahrzeuge, die über die Reaktion eines oder mehrerer rotierender Rotoren mit der Luft Auftrieb erzeugen(z. B. Hubschrauber, Tragschrauber)
  - Schwingenflugzeuge: auch Ornithopter, erzeugen ihren Auftrieb durch Schwingen der Tragflächen analog zum Vogelflug
  - Flächenflugzeuge: erzielen ihren Auftrieb durch feste Flügel (z. B. Segelflugzeug, Motorflugzeug)

### Weitere Einteilungskriterien
Dies können sein:
- Tragflächenanzahl: z. B. Eindecker, Eineinhalbdecker, Doppeldecker, Dreidecker
- Tragflächenanordnung: z. B. Tiefdecker, Mitteldecker, Schulterdecker, Hochdecker
- Tragflächenbauform: z. B. freitragend, verstrebt, einstielig, mehrstielig und verspannt
- Landungsart: z. B. Landflugzeug, Wasserflugzeug, Amphibienflugzeug
- Triebwerksanzahl: z. B. Ein-, zwei-, drei-, viermotorig sind hierbei die häufigsten Bauarten
- Luftschraubenanordnung: z. B. Zugschraube, Druckschraube, Zug- und Druckschraube

Zudem existieren weitere Einteilungskriterien der Luftfahrzeuge, z. B. nach Gewicht, Verwendungszweck oder Verwendungsart. Diese können von Land zu Land unterschiedlich sein und neben der Bauart eines Flugzeuges auch die Bereiche Zertifizierung, Kennzeichnung und Besteuerung betreffen (vgl. insbesondere die Einteilung von Fluggeräten im dt. LuftVG nach Luftfahrzeugklassen).

## Konstruktiver Aufbau von Luftfahrzeugen
Luftfahrzeuge sollen möglichst ihrem Zweck ausgelegt, zudem sicher und wirtschaftlich sein. Außerdem stehen Nutzlast und Reichweite ganz oben auf der Liste eines Konstrukteurs.

### Konstruktionsgruppen im Flugzeugbau
Luftfahrzeuge werden in drei Konstruktionshauptgruppen sowie in die dazugehörigen Konstruktionsgruppen unterteilt.
- Flugwerk

Zum Flugwerk gehört das Tragwerk, also die Tragflächen oder eine Luftschraube (Hubschrauber, Gyrocopter). Des Weiteren gehören Rumpfwerk und das Leitwerk, zur Stabilisierung der Flugeigenschaften, das Steuerwerk und das Fahrwerk (beim Hubschrauber zum Teil auch Landegestell) zum Flugwerk. Bei Hubschraubern gibt es außerdem weiter mechanische Baugruppen und die Rotorblätter.
- Triebwerksanlage
  - Triebwerk
  - Triebwerkseinbau
  - Propelleranlagen und Funktionsanlagen

- Ausrüstung

Die Gruppe Ausrüstung enthält in erster Linie die Instrumentierung von Luftfahrzeugen, also Höhenmesser, Fahrtmesser, Funkgerät, Kompass usw. Des Weiteren können LFZ auch mit weiteren Sicherheits- oder Einsatzausrüstung ausgestattet sein. Dazu gehören zum Beispiel Schleudersitze oder Gesamtrettungssysteme oder bei der Einsatzausrüstung bei Hubschraubern auch Seilwinden oder besondere Messinstrumente.

### Bauweisen
Das Grundprinzip bei allen Bauweisen ist der Aufbau der Konstruktion:
Der Rumpf besteht aus Spanten, Stringern und einer Verkleidung, die zumeist aus einer Beplankung besteht.
Die Flächen bestehen aus einem Holm, der die Fläche auf der Querachse zusammenhält. Am Holm befinden sich Rippen in Profilform, die die Form der Fläche geben und stabilisieren.
Seit dem Bestehen des Flugzeugbaus haben sich vier Bauweisen durchgesetzt. Diese heißen:

#### Holzbauweise
Bei der Holzbauweise wird das Flugzeug komplett aus Holz gebaut. Die Konstruktion setzt sich beim Rumpf aus Längsgurten, Spanten und einer Sperrholzbeplankung zusammen.
Holzflugzeuge werden nach wie vor in Serie gebaut, so wie die italienische Pioneer 300 (siehe auch Asso V) oder die französische Robin DR 400. Hauptsächlich wurden jedoch Segelflugzeuge aus Holz gebaut (zum Beispiel die Schleicher Ka 6).
Flugzeugflächen wurden auch bei dieser Bauweise teilweise mit Stoff bespannt.
Um kriegswichtiges Aluminium möglichst einzusparen, wurde das Flugzeug mit der jemals größten Flügelspannweite (97,51 m), das Großflugboot Hughes H-4 1942–1947 in den USA aus Holz gebaut. Auch die von 1940 bis 1950 in hoher Stückzahl gebaute De Havilland DH.98 Mosquito war aus Sperrholz hergestellt.

#### Gemischtbauweise
Die Gemischtbauweise verbindet die Holzbauweise mit einer Metallrohrkonstruktion. Die Metallrohrkonstruktion bildete zumeist den Rumpf, der dann bespannt wurde. Die Flächen wurden meistens aus Holz gebaut.
Die Gemischtbauweise wird heutzutage nur selten in Serie angewendet. Flugzeuge in Gemischtbauweise: K 8, Piper PA-18 bzw. aktuelle Modelle: Scheibe SF 25 „Falke“, M&D-Flugzeugbau „Samburo“, Zlín „Savage“.

#### Metallbauweise
Flugzeuge in Metallbauweise sind komplett aus Metall gebaut. Ihre Flächen sind nicht bespannt, sondern durchgehend mit Blech beplankt und vernietet (Beispiel: Let L-13, Cessna 172).

#### Faser-Verbund-Kunststoff-Bauweise
Die Faser-Verbund-Kunststoff-Bauweise ist die im Moment verwendete Bauweise für Flugzeuge. Bei dieser Bauweise wird das Flugzeug aus mit Glas- oder Kohlenstofffasern verstärktem Kunstharz gebaut. Aus diesem Material werden so gut wie alle Bauteile gefertigt. (Beispiel GFK: Glasflügel Libelle, Grob G 115. Beispiel CFK: Schempp-Hirth Ventus)

### Konstruktionsmethoden
Man unterscheidet zwischen drei Konstruktionsmethoden. Diese beschreiben die Lebensdauer bzw. die Dauerfestigkeit von Konstruktionhauptgruppen und auch die Reaktion der Baugruppen bei Unfällen. Es wird versucht, je nach Zweck des Flugzeugs alle Ziele gleichzeitig zu erreichen. Je nach Bestimmung des Flugzeugs kann ein Ziel im Vordergrund stehen: Bei Schulungsflugzeugen wäre dies die Fail-Safe Philosophie, damit das Flugzeug dem Piloten auch grobe Steuerfehler weitestgehend verzeiht und in einer stabilen Fluglage bleibt. Bei Kunstflugzeugen wird dieser Punkt jedoch in den Hintergrund gestellt, um das Flugzeug möglichst wendig zu bauen.
- Safe-life
- Fail-Safe
- Damage-Tolerance

## Aktuelle Forschungsthemen

### Strukturentwicklung
Anwendung der FE-Methode (finite Elemente) bei Flugzeug-Strukturentwicklung und Optimierung, Entwicklung neuer Bauweisen unter Einsatz neuer Werkstoffe, Beul- und Nachbeulverhalten.

### Flugsteuerung, Navigation
Weiterentwicklung von Autopiloten, Schwingungen, Dämpfung und Federung, Wirbelschleppen, modernen integrierten Instrumenten, Integrierte Navigation, Kommunikation zwischen Mensch und Maschine.

### Triebwerksentwicklung
Leistungssteigerung durch effizientere Kühltechnologien in der Turbine, Entwicklung neuer Propeller/Fan-Konzepte (z. B. Mantelpropeller)

## Flugzeug und Wirtschaftlichkeit

### Komponenten der Gesamtkosten
Der folgende Text erläutert die Aufschlüsselung der Gesamtkosten von großen Verkehrsflugzeugen aus Sicht von Luftverkehrsgesellschaften.
Die Gesamtkosten setzen sich aus den Gemeinkosten und den Einzelkosten zusammen. Während die Einzelkosten (Direct Operating Costs – DOC) einem bestimmten Luftfahrzeug unmittelbar zugeordnet werden können, gelingt das bei den Gemeinkosten (Indirect Operating Costs – IOC) nicht (z. B. Vertriebskosten). Um die Gesamtkosten von Verkehrsflugzeugen vergleichbar machen zu können, werden meist nur die DOC verwendet, die sich weiter unterteilen lassen, so z. B. durch die Unterscheidung variabler und fixer Kostenanteile. Die variablen Kosten sind vom Maß der Flugzeugnutzung abhängig (z. B. Kraftstoffkosten). Fixe Kostenanteile dagegen werden als vom Einsatz des Geräts unabhängig angesehen (z. B. Versicherungskosten). Bei der Betriebskostenrechnung wird von der Abschreibung des Flugzeugs über einen Zeitraum von 12–14 Jahren ausgegangen. Geht man von konstanten jährlichen Abschreibungsbeträgen aus, so lässt sich ein Kostenszenario für eine Betriebsperiode aufstellen.
Gesamtkosten entstehen durch:
- Finanzierung bzw. Abschreibung (fix)
- Versicherung (fix)
- Besatzung (fix)
- Instandhaltung (variabel)
- Kraft- und Betriebsstoffe, d. h. Betriebsmittelkosten (variabel)
- Gebühren bzw. Entgelte (variabel)

In der Regel werden bei der DOC-Berechnung die Kosten für die Borddienstzuladung nicht berücksichtigt. Bezieht man die jährlichen DOC auf die Anzahl der Flüge, so erhält man die durchschnittlichen Kosten pro Flug (Trip Costs). Teilt man weiterhin durch die mittlere Einsatzstreckenlänge, so erhält man die Kosten pro Kilometer. Nach nochmaliger Division durch die Anzahl der Passagierkapazität erhält man die Stückkosten DOC/SKO (SKO – Seat Kilometer Offered). Die Stückkosten nehmen mit zunehmender Flugstrecke deutlich ab.

### Wartung
Für zivile Flugzeuge gibt es mehrere planmäßige Instandhaltungsereignisse:
- Trip Check: vor jedem Flug (dauert ca. 30 min)
- Service Check: wöchentlich (dauert ca. 20 h)
- A-Check: alle 250 Flugstunden (ca. alle 4 Wochen)
- B-Check: alle 900 Flugstunden (ca. alle 3 Monate)
- C-Check: alle 3000 Flugstunden (ca. alle 12 Monate)
- IL-Check: Erstintervall alle 12500 Flugstunden (ca. alle 5 Jahre)
- D-Check: Erstintervall alle 25000 Flugstunden (ca. alle 9 Jahre)

Bei den Angaben handelt es sich lediglich um Beispiele, es gibt durchaus Flugzeugmuster, bei denen der Hersteller beispielsweise gar keinen D-Check definiert (z. B. Dassault Falcon 900EX).

## Flugzeugselbstbau
In den meisten Ländern ist es möglich und auch erlaubt, ein personentragendes Flugzeug selbst zu bauen; diese Flugzeuge tragen dann die Kennzeichnung „Experimental“. Dabei haben sich drei Arten etabliert:
- Bau eines Bausatzflugzeugs („kit plane“)
- Bau nach einem gekauften Bauplan
- Eigenentwicklung eines Flugzeugs

Der Bau nach Bausatz ist die gebräuchlichste Methode.
Vorteil: Die Konstruktionen sind im Allgemeinen bereits erprobt, durch mehr oder weniger vorgefertigte Komponenten lässt sich ein Flugzeug in einem überschaubaren Zeitrahmen bauen, meistens zwischen 500 und 2000 Stunden. Die Materialbeschaffung hat der Bausatzhersteller übernommen. Die Kosten für ein Bausatzflugzeug liegen zwischen ca. 50 und 80 % des Preises eines fertigen Modells.
Beim Bau nach Bauplan kauft man sich von einem Konstrukteur einen Plan, nach dem man das Flugzeug anfertigt. Hierbei müssen allerdings alle Komponenten selbst hergestellt bzw. beschafft werden. Der Zeitaufwand beträgt je nach Konstruktion 1000–5000 Stunden, teilweise auch noch länger. Zu vielen Flugzeugtypen sind nur Baupläne und keine Bausätze erhältlich.
Auch die Eigenentwicklung eines Flugzeugs ist möglich. Für einen Anfänger ist dies jedoch nicht der übliche Einstieg in den Flugzeugbau.
Theoretisch ist es möglich, jeden beliebigen Gegenstand als Flugzeug zu bauen, wenn sich nachweisen lässt, dass das Konstrukt zuverlässig und sicher fliegt.
Der Selbstbau eines Flugzeugs ist lediglich für Privatleute möglich. Eine Serienproduktion ist nicht erlaubt. Hierfür wird eine Musterzulassung benötigt. Das Flugzeug darf nach Fertigstellung nur zu Hobbyzwecken betrieben werden, eine kommerzielle Nutzung ist verboten.
In Deutschland läuft der Flugzeugselbstbau normalerweise über die Oskar Ursinus Vereinigung. Dieser Verein unterstützt den Erbauer in technischer und rechtlicher Hinsicht. Auch bei der Akaflieg werden Flugzeuge selbstgebaut.